# Maison de la Communication François-Mitterrand
La Maison de la Communication François-Mitterrand est la médiathèque de la ville de Saint-Denis, chef-lieu de l'île de La Réunion. De construction relativement récente, elle doit son nom à François Mitterrand, ancien président de la République française.